# Die Kirschenkönigin
Die Kirschenkönigin ist eine dreiteilige Miniserie von Rainer Kaufmann aus dem Jahr 2004. Die Serie basiert auf einen gleichnamigen Roman von Justus Pfaue von 2000.

## Handlung
Die 18-jährige Ruth Goldfisch, Tochter eines jüdischen Bankiers, hat sich zum Ziel gesetzt, eine Bäuerin zu werden und einen eigenen Hof zu betreiben. Auf einen Ball im Jahr 1914 lernt sie den verarmten Offizier und Gutsbesitzer Albert von Roll kennen. Sie heiratet ihn kurze Zeit später ohne Zustimmung der Familie. Mit ihrer Energie, Begeisterungsfähigkeit und mit ihrer beachtlichen Mitgift bringt sie das heruntergewirtschaftete Gut im Harz wieder auf Vordermann. Zur Hauptaufgabe hat sie es sich gemacht, Kirschen zu veredeln und plantagenweise anzubauen.
Bei Kriegsausbruch wird ihr Ehemann als Offizier eingezogen, während sie den Hof erfolgreich alleine bewirtschaftet. Nach Kriegsende nimmt sich ihr Vater, dessen Bankhaus bankrottgegangen ist, das Leben. Kurz vor der Geburt ihrer Tochter wird der Ehemann von einem Baum erschlagen. In der Zwischenkriegszeit florieren Gut und Kirschproduktion, ihre Firma wird zu einer der erfolgreichen Marmeladenfabriken der Weimarer Republik. Nach der Machtergreifung durch die Nazis kann sie sich zunächst mit den neuen Herren arrangieren, dann nehmen die Schwierigkeiten zu, die sie als Jüdin hat. Trotzdem bleibt sie im Land. Sie erfährt Unterstützung von dem Sohn des Verwalters sowie von Nachbarn, die ihr schließlich helfen, im Untergrund abzutauchen.

## Hintergrund
Die Kirschenkönigin wurde vom 17. März 2003 bis zum 31. Juli 2003 an 92 Drehtagen in der tschechischen Hauptstadt Prag und Umgebung gedreht. Produziert wurde die Miniserie von der neuen deutschen Filmgesellschaft und der tschechischen Filmproduktionsfirma „Wilma Film“. Sie wurde ab dem 5. November 2004 auf arte erstmals gesendet.

## Kritik
Die Kritikerin des Tagesspiegels lobt „diesen faszinierenden Film“ und die großartige Leistung der Hauptdarstellerin. Aus der Verfilmung des Romans sei – trotz des „verkitschten Titels [...] ein faszinierender Mikrokosmos geworden, der in seinem Figuren- und Facettenreichtum drei Filme und einen großen historischen Bogen trägt“. Der Film erzähle die Geschichte einer durch und durch modernen Frau, der man ihr großes Vorbild kaum anmerke: die alttestamentarische Ruth, Großmutter von König David. Sie sei für den Autor Justus Pfaue die „Ahnherrin des jüdischen Lebenstraums von Ackerbau und Viehbesitz“ – und als solche Sinnbild für die Suche der Juden nach Heimat.